# Kunlun Red Star
Der HC Kunlun Red Star ist ein chinesischer Eishockeyklub aus Peking, der seit Juni 2016 der Kontinentalen Hockey Liga angehört und in der Saison 2016/17 erstmals am Spielbetrieb der Liga teilnahm. Die Heimstätte des Klubs war die Cadillac Arena mit einer Kapazität von 18.000 Zuschauern, das im Jahr 2008 als Austragungsort des olympischen Basketballturniers diente. Aufgrund der COVID-19-Pandemie trägt der HC Kunlun Red Star seine Heimspiele seit der Saison 2020/21 in der Mytischtschi-Arena im russischen Mytischtschi aus.

## Geschichte

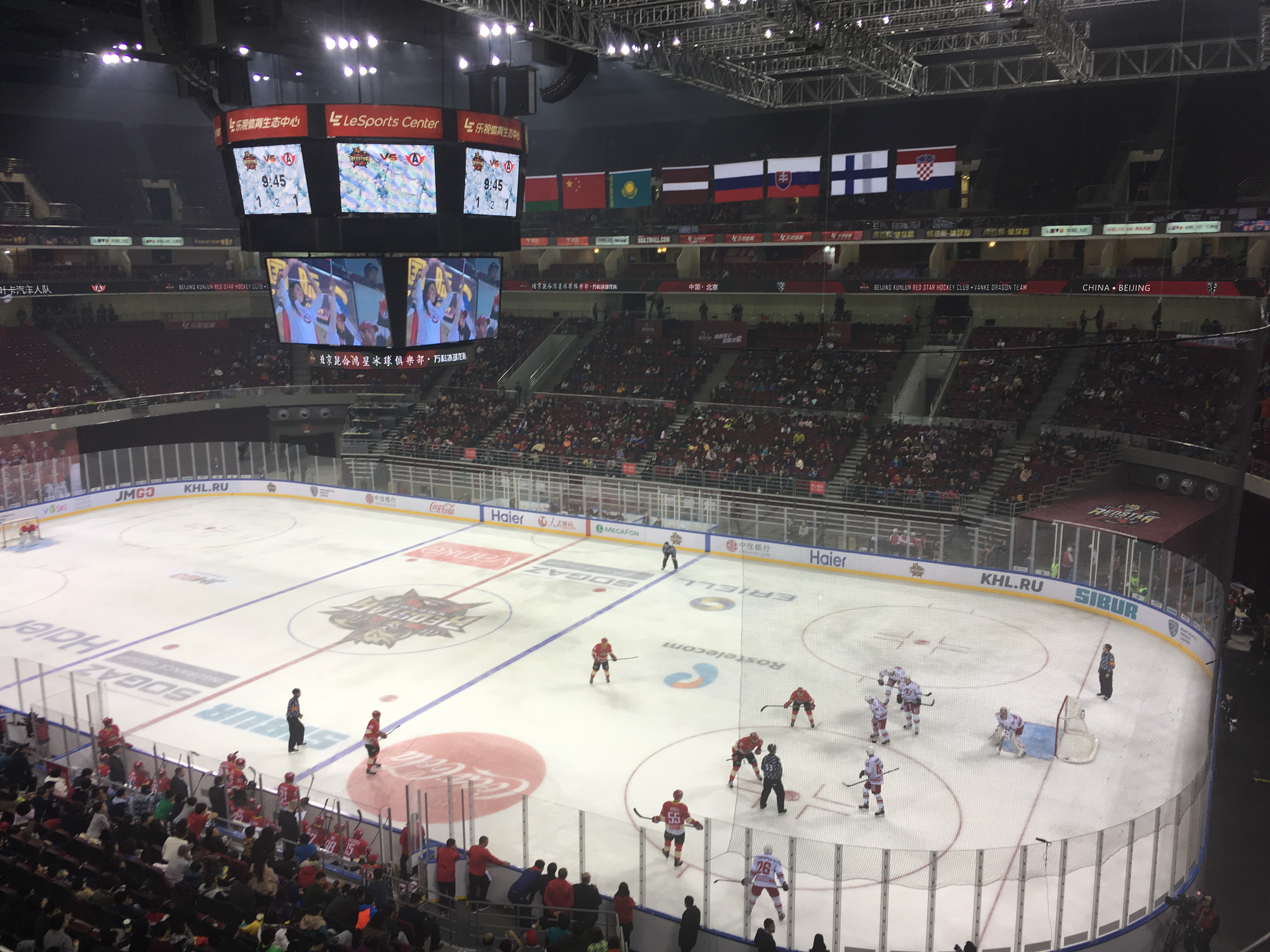
Spiel der Kunlun Red Star gegen Awtomobilist Jekaterinburg (2016)

Am 25. Juni 2016 wurde im Beisein des russischen Präsidenten Wladimir Putin und des chinesischen Präsidenten Xi Jinping eine Vereinbarung zwischen der KHL und Kunlun Red Star unterzeichnet, die den Eintritt des Klubs in die russische Liga vollzog. Damit wurde die Mannschaft aus Peking der erste chinesische Vertreter in der KHL, die fortan aus Vereinen aus acht Ländern bestand. Zuvor war im März 2016 eine entsprechende Absichtserklärung zwischen dem Russischen Eishockeyverband, der KHL und Red Star Kunlun unterschrieben worden.
Als erster Cheftrainer wurde der Russe Wladimir Jursinow junior eingestellt, den Posten des Sportdirektors übernahm dessen Landsmann Wladimir Kretschin. Das erste Pflichtspiel in der Kontinentalen Hockey Liga bestritt Kunlun am 1. September 2016 (2:1-Sieg gegen Amur Chabarowsk), der Kanadier Sean Collins verbuchte das erste Tor der Klubgeschichte. Die KHL-Heimpremiere fand fünf Tage später statt, auch diese Partie gewann "Roter Stern" (6:3 gegen Admiral Wladiwostok).
Nach der Saison 2016/17 wurde Mike Keenan als neuer Cheftrainer vorgestellt. Im Mai 2017 wurde Richard Gynge von Kunlun Red Star verpflichtet. Unter anderem aufgrund dieser Verpflichtung wurde wenige Wochen später General Manager  Wladimir Kretschin entlassen und Mike Keenan übernahm zusätzlich dessen Posten. Im November 2017 wurde mit Raitis Pilsetnieks ein neuer Manager vorgestellt, während Keenan Cheftrainer blieb.
In der Saison 2017/18 und zu Beginn der Saison 2018/19 trug die Mannschaft ihre Heimspiele in Shanghai im Feiyang Skating Center aus. Ursprünglich sollte das Team im Januar 2019 nach Peking in die Cadillac Arena zurückkehren. Neue Spielstätten wurden jedoch die Shougang Ice Hockey Arena mit 3.000 Plätzen in Peking sowie das Universiade Sports Center in Shenzhen mit maximal 14.000 Plätzen.

## Frauenteam
Seit der Saison 2017/18 gehört die Frauenmannschaft der Kunlun Red Star der kanadischen Fraueneishockeyliga Canadian Women’s Hockey League an. Die Mannschaft absolviert ihre Spiele in Shenzhen und spielt seit 2018 unter dem Namen Shenzhen KRS Vanke Rays.